# Переходные матчи России по футболу 2024
Стыковые матчи 2024 - 21-е противостояние в сезоне 2023/2024 между клубами РПЛ и ФНЛ. 25 мая 2024 определились пары Урал - Акрон; Пари НН - Арсенал. 
Турнир носит название Winline Переходные матчи

## Стадионы
Представлена информация о географии участников турнира с указанием для каждого стадиона его вместимости, изображения, места на карте России. Стадионы отсортированы по вместимости по убыванию.
| Пари Нижний Новгород | Пари Нижний Новгород | Пари Нижний Новгород | Урал (Екатеринбург) | Урал (Екатеринбург) | Урал (Екатеринбург) | Арсенал (Тула)      | Арсенал (Тула)      | Арсенал (Тула)      | Акрон (Тольятти)   | Акрон (Тольятти)   | Акрон (Тольятти)   |
| -------------------- | -------------------- | -------------------- | ------------------- | ------------------- | ------------------- | ------------------- | ------------------- | ------------------- | ------------------ | ------------------ | ------------------ |
| Нижний Новгород      | Нижний Новгород      | Нижний Новгород      | Екатеринбург Арена  | Екатеринбург Арена  | Екатеринбург Арена  | Арсенал             | Арсенал             | Арсенал             | Кристалл           | Кристалл           | Кристалл           |
| Вместимость: 44 242  | Вместимость: 44 242  | Вместимость: 44 242  | Вместимость: 35 000 | Вместимость: 35 000 | Вместимость: 35 000 | Вместимость: 20 048 | Вместимость: 20 048 | Вместимость: 20 048 | Вместимость: 3 010 | Вместимость: 3 010 | Вместимость: 3 010 |
|                      |                      |                      |                     |                     |                     |                     |                     |                     |                    |                    |                    |

## История

### РПЛ
Футбольный клуб "Пари НН" (14 место в РПЛ) вышел в стыковые матчи по итогам сезона 2023/2024.
Футбольный клуб "Урал" (14 место в РПЛ) вышел в стыковые матчи по итогам сезона 2023/2024.

### ФНЛ
Футбольный клуб "Акрон" (3 место в ФНЛ) вышел в стыковые матчи по итогам сезона. В стыках сыграл с "Уралом".
Футбольный клуб "Арсенал" (4 место в ФНЛ) вышел в стыковые матчи по итогам сезона. В стыках сыграл с "Пари НН".

## Результаты матчей
| Дома \ На выезде | ПНН | УРА | АКР | АРС |
| ---------------- | --- | --- | --- | --- |
| Пари НН          | —   | —   | —   | 1:2 |
| Урал             | —   | —   | 0:2 | —   |
| Акрон            | —   | 1:2 | —   |     |
| Арсенал          | 0:2 | —   | —   | —   |

## Итоги встреч
Акрон в сумме двух матчей (3:2) победил Урал и вышел в РПЛ-2024/25. 
Урал спустя 11 сезонов покинул Премьер-лигу и вернулся в Первую лигу 2024/25.
Пари НН удалось противостоять тульскому Арсеналу (1:4) и остаться в Премьер-лиге.
Арсенал не смог победить Пари НН и остался в Первой лиге 2024/25.